# 700-е годы до н. э.
700-е (семисо́тые) го́ды до на́шей э́ры по пролептическому юлианскому календарю — промежуток времени с 1 января 709 года до н. э. по 31 декабря 700 года до н. э., включающий с 709 по 701 годы 10-го десятилетия VIII века и 700 год 1-го десятилетия VII века 1-го тысячелетия до н. э. Им предшествовали 710-е годы до н. э., за ними следовали 690-е годы до н. э. Они закончились 2725 лет назад.

## События

### 709 год до н. э.
- 3-й год по эре правления луского князя Хуань-гуна[1].
- В 1 луну князья Лу и Ци встречались в Ин (город в Ци), обсуждая сватовство луского князя[2].
- Летом князья Ци и Вэй вели переговоры на съезде в Пу (местность в Вэй), но не договорились[3].
- В 6 луне князья Лу и Малого Ци провели съезд в Чэн[4].
- В 7 луне, в день жэнь-чэнь, при новолунии, в Лу отмечено полное солнечное затмение[5][6].
- В 7 луне княжич Хуэй отправился в Лу, где встречал Цзян, невесту луского гуна, циский хоу в 9 луне провожал её до Хуань[7]. Государственные мужи осудили это[8] (согласно «Цзо чжуань», провожать княжну должны сановники). Проводы княжны из Ци описаны в песне «Ши цзин» (I VIII 6), где княжич Сян назван лисом[9]. В Хуань князья Лу и Ци встретились, после чего княжна прибыла в Лу[10].
- Зимой младший брат циского князя Нянь прибыл послом в Лу[11].
- Зимой в Лу отметили хороший урожай[12].
- Согласно «Цзо чжуань» и «Гу бэнь чжу шу цзи нянь», мать жуйского бо Ваня изгнала его за то, что у него много фаворитов. Он поселился в цзиньском Вэй[13].
- Цюйвоский У-гун послал Хань Ваня убить взятого в плен Ай-хоу[14].

### 708 год до н. э.
- 18-е Олимпийские игры. Атлетическое пятиборье (метание диска, прыжки в длину с места, метание копья, бег и борьба) вошло в программу Олимпиад.
- Город Самосата вошёл в состав ассирийской империи.
- Основание Кротона.

## Важнейшие события
- Конец VIII века — основаны Гимера, Тавромений (Таормина), Мегара Гиблейская.
- Конец VIII века — Кизик разрушен киммерийцами.
- Конец VIII века — разрушение киммерийцами Синопы и Трапезунта. Затем они вновь заселены.